# Филёвский бульвар
Филёвский бульвар (назван в 1981 году) — бульвар в Западном административном округе Москвы в районе Филёвский Парк, в Филёвской пойме. Проходит с востока на запад от Новофилёвского проезда до берега реки Москвы. С севера ограничен Москва-рекой, с юга улицей Мясищева, за которой находится территория ГКНПЦ им. Хруничева. Филёвский бульвар и улица Мясищева образуют как бы круговое движение по территории Филёвской поймы.
Филёвский бульвар от остального города отделяют Москва-река и ГКНПЦ им. Хруничева. До открытия в декабре 2024 года автомобильного моста попасть на Филёвский бульвар на автомобиле можно было только по одной дороге. Пешком можно было также пройти вдоль берега реки в основной массив Филёвского парка, после открытия моста 26 декабря можно пройти и проехать на автомобиле от метро «Мнёвники» через улицу Мясищева.

## История
На месте Филёвского бульвара раньше находился аэродром.
Официально заводской аэродром (22-й завод потом 23-й, ЗИХ, ГКНПЦ им. Хруничева) был открыт в 1929 году. Но использовали под аэродром ещё не оборудованное поле гораздо раньше, примерно с 1923 года.
Длина полосы была всего 1400 метров. В 1954 году её удлинили до 1700 метров и с неё стали взлетать серийные М-4 и 3М. Удлинять было больше некуда: с двух сторон находилась Москва-река. Ширина взлётно-посадочной полосы была 100 м. Аэродром просуществовал до 1970 года, а потом на его месте выросли новые цеха завода и жилой микрорайон.
Кроме того, на Москва-реке располагался гидроаэродром. В 1923 году на заводе был налажен выпуск одномоторных двухместных разведчиков Ю-20 и Ю-21. Часть самолётов собиралась не на колесном шасси, а на поплавках. На специальных тележках гидросамолёты спускались в Москву-реку. Взлёты и посадки гидросамолётов осуществлялись на реке.

## Происхождение названия
Бульвар получил своё название 10 декабря 1981 года по своему расположению в местности Фили и построен на месте бывшего аэродрома ГКНПЦ им. Хруничева. Заселение бульвара началось в 1982 году.

## Примечательные здания и сооружения
- В месте, где бульвар упирается в реку, построен небольшой деревянный храм Серафима Саровского. Рядом в 2022 году построен каменный храм Всех Святых.
- При въезде на Филёвский бульвар стоят два пятиэтажных многоярусных гаража, каждый приблизительно на 300 автомашин.
- В начале улицы Мясищева, при въезде на Филёвский бульвар, находятся очистные сооружения завода им. Хруничева.
- Жилой комплекс «Ривер-хаус».
- Дом 18 — Городская поликлиника № 199
- Дом 16 — Автобусная станция «Филёвская пойма»
- Дом 13, к. 2 — Школа № 1114-2 (бывшая № 696)
- Дом 10 — Универсам «Фили»
- Дом 10, к. 3 — Типография «Квадрат Малевича»
- Дом 3, к. 2 — школа № 1114
- Дом 44—46 — храм Серафима Саровского в Филёвской пойме и храм Всех Святых в Филёвской пойме.

## Транспорт

### Наземный транспорт
По бульвару проходят маршруты автобусов:
- № 653 — (Филёвская Пойма — метро «Фили»)
- № 152 — (Филёвская Пойма — метро «Краснопресненская»)
- № 73 — (Филёвская Пойма — метро «Крылатское»).

В зимнее время при замерзании реки жители получают доступ к остановке Карамышевская набережная, на которой останавливаются автобусы т61, т61к, 48, 294, 403.

### Ближайшие станции метро
Ближайшие станции метро — «Фили», «Багратионовская», «Мнёвники» и «Шелепиха».

### Железнодорожный транспорт
Платформа «Фили» МЦД-1 и станция МЦК «Шелепиха».

## Перспективы развития
- При строительстве микрорайона Филёвская пойма одним из проектов было предусмотрено сооружение автомобильной дороги вдоль берега реки со строительством моста, однако эти планы не осуществились[5].
- В настоящее время имеются планы по строительству моста возле дома № 1, однако сроки строительства постоянно переносятся[5][6].

## Конфликты населения с местной властью
- Местные жители были против строительства жилого комплекса «Ривер-хаус», однако к их мнению не прислушались[7].
- Периодически проводятся попытки агитации против председателя Совета территориального общественного самоуправления территориальной общины «Филёвская пойма» Ю. В. Углова в виде расклеивания листовок на домах и автобусных остановках[8].